# Валентіно Гаравані

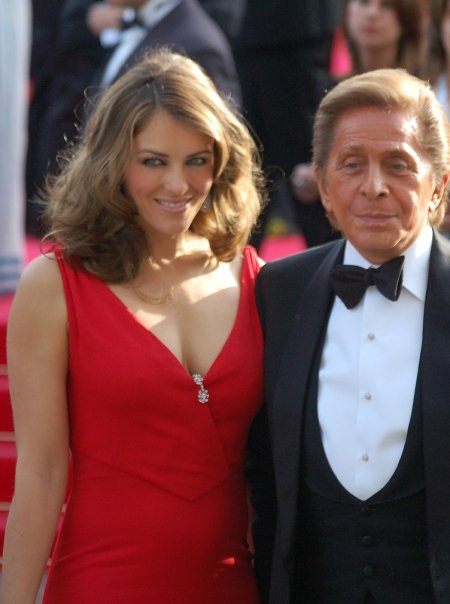
Валентіно Ґаравані з Елізабет Герлі на Каннському кінофестивалі, 2007 рік

Валентіно Клементе Людовіко Гаравані чи просто Валентіно (італ. Valentino Clemente Ludovico Garavani; нар. 11 травня 1932, Вогера) — італійський дизайнер одягу, засновник свого бренду «Valentino» та однойменної компанії.

## Навчання у Парижі
Змалку хлопець-провінціал цікавився одягом, навчався як помічник у власної тітки Рози, а згодом у місцевого дизайнера Ернестіни Сальвадео. З допомогою батьків — матері Терези ді Б'яджі й батька Мауро Ґаравані хлопець навчався у міланській Академії мистецтв, а згодом 17-річний юнак переїхав на навчання до Парижу. Тут він здобував освіту у найпрестижніших дизайнерських навчальних закладах — Школі витончених мистецтв й Палаті високої моди.
Водночас хлопець дістав роботу у дизайнера Жана Дессе. Але перший успіх до нього прийшов за підсумками конкурсу, організованого Міжнародним секретаріатом з шерсті. На цьому змаганні Ґаравані отримав першу премію й запрошення на роботу від Ґі Лароша. Втім молодий дизайнер мав бажання стажуватися у іншого дизайнера — Крістобаля Баленсьяґи. Але той відмовив Ґаравані. Через те Валентіно два роки попрацював на Ґі Лароша й був змушений також піти з роботи від Жана Дессе. Напередодні Ґаравані тривалий час перебував у відпустці й через неї відчував свою провину.

## Власна справа
Ще під час паризького періоду Валентіно почав шити одяг для відомих особистостей, зокрема Елізабет Тейлор й баронеса Марі-Елен де Ротшильд. З певним стартовим капіталом Валентіно 1960 року відкрив своє ательє у Римі на вулиці Віа Кондотті. На хвилі популярності фільмів італійського режисера Федеріко Фелліні в інших країнах зростає зацікавлення у Італії, зокрема життям місцевої богеми. На хвилі цієї популярності Валентіно збільшив кількість власних клієнтів, насамперед іноземців.
На перший показ Валентіно запросив моделей з Парижу й продемонстрував гостям елегантні червоні сукні. Вони дістали назву «Червоний Валентіно».
Того ж 1960 року у липні Валентіно познайомився зі студентом-другокурсником архітектурного факультету Джанкарло Джаметті (італ. Giancarlo Giametti). Після завершення навчання хлопець став бізнес-партнером Валентіно. Він зайнявся фінансовими справами дизайнера і очолив його будинок моди. Натомість сам Ґаравані працював тільки над дизайном одягу.
З 1964 року через редакторів журналу «Vogue» з творчістю Валентіно познайомилася Жаклін Кеннеді. Згодом дружина вбитого президента США замовила у дизайнера 6 плать білого та чорного кольорів.

## Хвиля слави
Через два роки, 1966-го у тодішній дизайнерській столиці Італії — Флоренції, в приміщенні Палаццо Пітті (італ. Palazzo Pitti) відбувся перший показ одягу від Ґаравані. Цю подію називають початком найвищої слави дизайнера. 
По одяг до Валентіно стали звертатися усі найвідоміші особистості. Його клієнтками стали графиня Жаклін де Рібе, а ще відомі нью-йоркські заможні жінки Байб Пейлі та Джейн Райтсмен.
Сам Валентіно 1966-го переніс свої дефіле з Флоренції до Риму. Разом з його показами змінила свою прописку і дизайнерська столиця Італії. У 1967 році маестро Ґаравані отримав престижну дизайнерську премію Неймана Маркуса. А список його відомих клієнток поповнили британська принцеса Маргарет та американська акторка Одрі Гепберн.

## Популяризація «V»
Справжню революцію у сфері дизайну одягу спричинив показ Валентіно 1968 року: під час презентації своєї «Білої колекції» (італ. Collezione Bianca) він вперше в історії сучасної моди використав власний логотип «V» як декор для одягу.
З кольорів для одягу Ґаравані найчастіше обирав червоний — на показі мали бути хоча б кілька плать червоно-помаранчевого відтінку. Як матеріал для одягу Валентіно часто використовував шовк з мереживами й атласними стрічками.
1968-го Жаклін Кеннеді замовила весільну сукню у Валентіно для вінчання з грецьким мільярдером Арістотелем Онассісом. Якраз відтоді через журналістів за Ґаравані закріпилося прізвисько «шейх шику». Адже його одяг стає символом розкоші.
Ґаравані відкрив бутіки одягу в Римі й Мілані і став першим італійським дизайнером з власною лінією масового одягу стандартних розмірів — прет-а-порте.
Але модельєр вирішив піти ще далі й окрім одягу Валентіно почав розробляти дизайн аксесуарів, плитки, шпалер та навіть меблів.

## Одяг — на першому місці
У 70-х роках Валентіно часто бував у Сполучених Штатах, де подружився з митцем Енді Ворголом, редакторами журналу «Vogue». Паралельно він поширив свої бутіки у Японії й тих же США, розробляв великі рекламні кампанії й залучав до них найкращих у світі фотографів.
А з 1975 року Ґаравані постійно брав участь у паризькому тижні Високої моди. На кожному показі він презентував від 60 до 80 нових моделей. Але дизайнер відмовився від звичної у цьому бізнесі практики із запрошеннями на презентації топ-моделей та відомих людей. Валентіно таким чином дав зрозуміти, що хоче акцентувати увагу саме на одязі, а не на акторках чи моделях.
За три роки у Парижі відбулася презентація парфумів, розроблених Валентіно Ґаравані. Їх презентував американський хореограф та балетний танцівник російського походження Михайло Баришніков.

## Визнання вдома
Напередодні олімпійських ігор 1984 року Валентіно розробив дизайн уніформи для збірної Італії, яка готувалася до поїздки. Після цієї роботи на благо батьківщини 1985-го Ґаравані нагороджено орденом «За заслуги перед Італійською республікою».
За три роки після нагородження керівництво Будинку моди Валентіно перебралося до розкішного приміщення палацу Міньянеллі XVI століття. При облаштуванні приміщення зали прикрасили сотнями манекенів, вбраних у старовинний відреставрований одяг.
У 1989 року Ґаравані відкрив у Римі, неподалік від свого Дому тепер Академію моди для презентації виставок й пошуку нових талантів.
Наступного року Валентіно організував у Римі грандіозне святкування 30-річчя своєї творчої діяльності. До нього входило святкове дефіле, а ще виставка «Валентіно: 30-річчя чарів». На цих заходах побували десятки зірок з різних країн. Підсумком святкування стала триденна вечірка для 400 друзів, яка обійшлася в 3 мільйони доларів. Згодом святкування відбулося і в Нью-Йорку. А кошти від святкувань були перераховані на будівництво Центру соціального захисту хворих на СНІД.

## Продаж Будинку моди
У 1995 році Валентіно після тривалих подорожей повернувся до Італії й відсвяткував цю подію черговим розкішним показом «Stazione Leopolda». А за рік він вдруге отримав від італійської влади нагороду, тепер орден «за заслуги в праці».
1998 році Джаметті й Ґаравані продали свій Дім моди міланському холдингу «Gruppo Partecipazioni Industriali» за 248 мільйонів євро. А вже за три роки у Дому з'явився новий власник — багатобрендовий текстильний концерн «Marzotto» з Віченци. На основі колишньої власності Валентіно та його партнера, новий власник створив групу компаній, яка виготовляє предмети розкоші.
А сам Ґаравані продовжив працювати у Будинку моди, відсвяткував його 40-річчя показом «The Red Book of Valentino» — на ньому запрезентовано 40 суконь одного лиш червоного кольору й із логотипом «V». Моделями, які виходили у цих сукнях, були Ешлі Джад, Жізель Бундхен, Інес Састре, Ізабелла Росселліні, Кейт Мосс, Елізабет Герлі, Міла Йовович та Наомі Кемпбелл.
Тоді ж відбулася чергова грандіозна благодійна вечірка, її організаторами крім Валентіно стали Стівен Спілберг, Кейт Кепшоу й Том Генкс з дружиною Ритою Вілсон.

## Прощання з роботою
На початку нового тисячоліття Дженніфер Лопес на своє весілля вдягла сукню від Валентіно, а акторка Джулія Робертс отримала «Оскар» за найкращу жіночу роль в чорній «вінтажній» сукні від Ґаравані. А 2002-го, тепер на зимових олімпійських іграх Валентіно знову розробив дизайн костюмів для італійських спортсменів.
Разом з іспанськими дизайнерами Валентіно почав виготовляти деталі для весільного вбрання. За два роки маестро презентував лінію жіночої косметики «V». Після неї з'явилася і чоловіча косметика цього бренду. А згодом відбувається презентація годинників «Valentino Timeless», «Valentino R.E.D» й посуду, над яким також працював Дім, якого заснував Ґаравані.
З середини 2000-х років стала розростатися мережа крамниць одягу від Валентіно: за 5 років вони відкрилися у Бостоні, Гонолулу, Далласі, Атланті, Бангкоку та Буенос-Айресі.
Чергову свою нагороду Ґаравані отримав 2006 року: президент Франції Жак Ширак нагородив його званням кавалера Ордену Почесного легіону.
У 2007-му Валентіно Ґаравані оголосив, що завершує свою кар'єру. Останнім його дефіле став показ у Парижі на тижні Високої моди. На прощальній вечірці після нього Валентіно оголосив своєю наступницею дизайнерку Алессандру Факкінетті.

## Особисте життя
Валентіно Гаравані є геєм. Він публічно розповів про це на початку 2000-х років.

## Інтернет-джерела
- Біографія Валентіно від «Fashion TV» (англ.)
- Біографія Валентіно на «Vogue.ru» (рос.)
- Розповідь про Валентіно на «Osinka.ru» [Архівовано 11 жовтня 2011 у Wayback Machine.] (рос.)